# 官路缺
官路缺，舊稱「官崁口」，是位於台灣桃園市八德區的一個地名，屬於傳統上霄裡地區範圍內，臨近平鎮區、中壢區。途經龍南路（縣道112號）、平等路、平東路（桃72線）等。西達中壢，東通大溪。

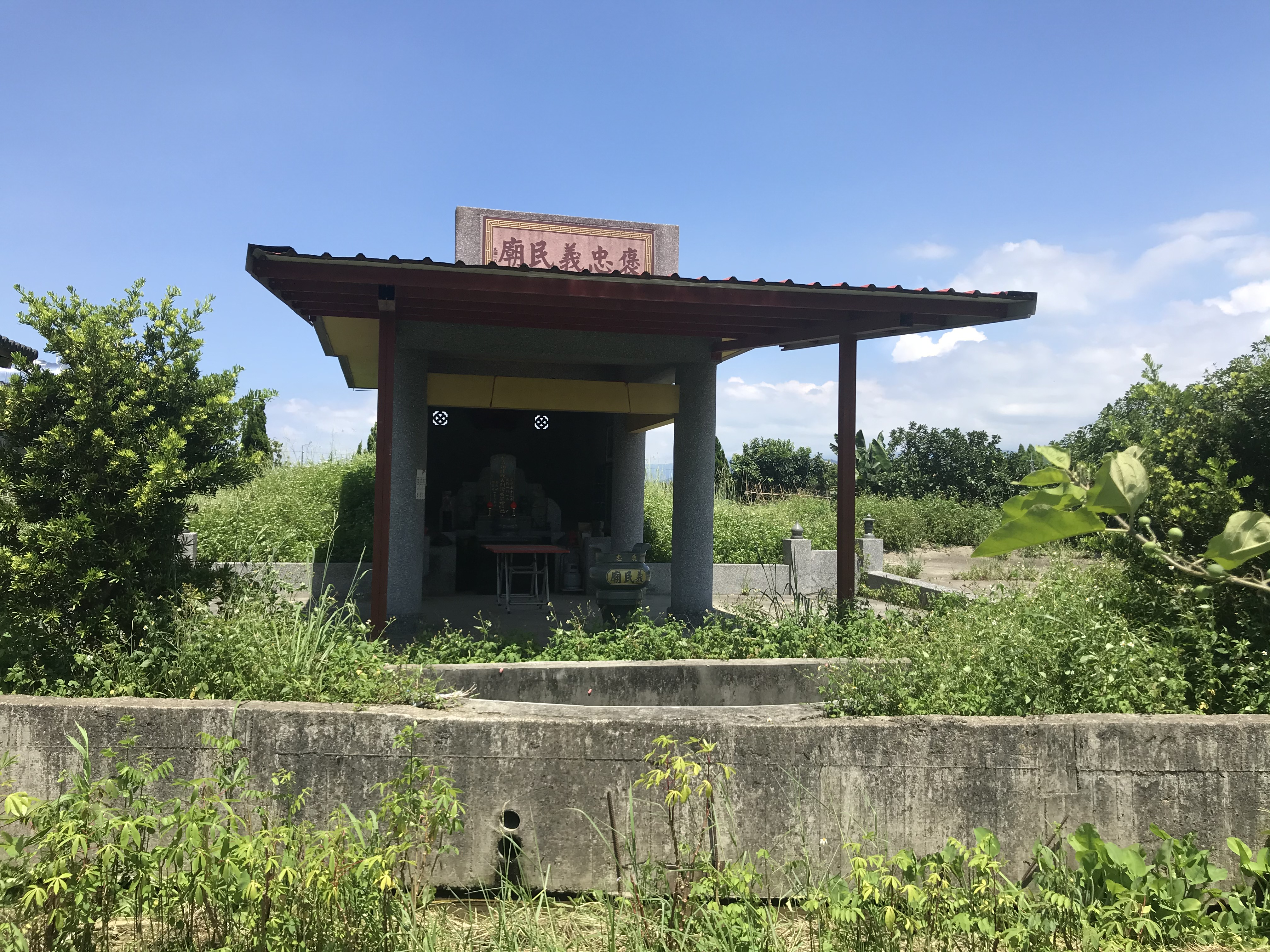
盤營古墓

## 歷史
清朝時期，大漢溪渡船頭有官商行船往來淡水、楊梅等地，沿途具備官員與公文運送、商賈買辦之功能，因此稱為「官道」、「官路」或「大路」，乃相對於一般民居私家小徑而言。此地是昔日中壢、楊梅等地往來大溪前必經之路，又因地勢高低有致，位處扼要，作為官方守闕，故有「官路闕」之名，流傳至今。如今有桃72線（平鎮區平東路-南東路-南平路，八德區霄裡經平鎮區南勢往楊梅區埔心接台1線）與縣道112號（平鎮區龍南路，中壢龍岡-大溪南興，往大溪區）經過，繼續擔負交通要道的角色。

### 腳註
1. ↑  .   [2018-12-27]. （原始内容存档于2018-12-28）.
2. ↑  .   [2018-12-27]. （原始内容存档于2018-12-28）.

### 其他
- 《平鎮市志》